# 中島誠一郎
中島 誠一郎（なかしま せいいちろう、1971年12月3日 - ）は日本の実業家。株式会社インフラプラス代表取締役社長。兵庫県姫路市生まれ。

## 経歴
姫路市立城乾中学校を経て横浜市の桐蔭学園高等学校へ入学。
1992年 早稲田大学人間科学部へ入学。在学中は、ラグビー部に所属し、大学4年次には主務としてチームのまとめ役に。全国大学選手権大会準優勝。当時の監督である宿沢広朗、木本建治の元でチームマネジメントを行った。
1996年 野村證券株式会社に入社。名古屋駅前支店配属。
1999年 野村證券を退社し、映画「故郷」製作プロジェクト(主演：淡島千景)に参加。プロデューサー補。
2000年 石塚武生とともにコーチング研修のため当時イングランドのプレミアシップに所属していた古豪リッチモンドクラブに帯同。その後は約半年間ブライトンラグビークラブに所属。
同年 株式会社ナカシマ入社。
2007年 株式会社ナカシマ代表取締役就任。
2009年 トップリーグに参戦していたワールドファイティングブルの休部に伴い、株式会社ワールドと交渉にあたった。これにより六甲クラブは同社社員選手を受け入れチーム名を六甲ファイティングブルに改称。
同年GMとして全国クラブ大会優勝、日本選手権出場。
2012年 株式会社ナカシマエナジーを設立　代表取締役就任。
2014年 NPO法人六甲クラブ理事長就任。
2015年 株式会社播磨喜水を設立、代表取締役となる。。
2016年 兵庫県ラグビーフットボール協会書記長に就任。元ラグビー日本代表五郎丸歩と特別対談をしている。
2016年  マッターホルン（4478ｍ）登頂。同行ガイドは国際山岳ガイドの近藤謙司。
2019年 株式会社インフラプラス代表取締役社長、株式会社ナカシマ取締役会長、株式会社ナカシマテクノス取締役会長に就任
2021年 千賀商事株式会社　代表取締役就任
2025年 関西ラグビーフットボール協会　理事長就任